# 谷村庸平
谷村 庸平（たにむら ようへい、1978年 - ）は、日本の作詞家・作曲家・編曲家・サックス奏者。

## 人物
埼玉県出身。幼少期より様々な楽器に親しみ、20代の半分以上ドイツに音楽留学。
ドレスデン音楽大学でジャズサックス演奏、音楽理論をマルコ・ラックナー、 フィン・ヴィースナーに師事。
帰国後、サックス奏者として活躍する傍ら、CM楽曲制作・劇伴制作・レコーディング参加・芸能人へのサックス演奏指導などを手がける。
2016年より作曲家活動を本格始動。乃木坂46、AKB48等の人気アイドルグループへ楽曲提供を行うと同時に、ジャズシンガー、企業CMにも楽曲を提供。

## 提供作品

### アーティスト
AKB48グループ
- AKB48
  - 混ざり合うもの（乃木坂AKB）（2016年、作曲）
  - 恋愛カンニング（2024年、作曲）

- NMB48
  - ロマンティックなサヨナラ（2018年、サックス演奏）

- HKT48
  - 2018年の橋（2017年、作曲）
  - 会いたくて嫌になる（2018年、作曲・編曲）

- STU48
  - そして僕は僕じゃなくなる（2021年、作曲）

坂道シリーズ
- 乃木坂46
  - 逃げ水（2017年、作曲）[5]

- 櫻坂46
  - それが愛なのね（2021年、作曲・編曲）[6]

SHOW-WA
- いつの日にか悔めばいい（2025年、作曲・編曲）

### テレビ番組
- BS朝日「クイズ☆モノシリスト」第二期EDテーマ曲＆ジングル（作曲・編曲・サックス演奏）

### CM音楽
- RIZAP（サックス演奏）
- AKB48グループ映像倉庫（作曲・編曲・サックス演奏）
- JAグループ新潟（編曲）

### ゲーム音楽
- KONAMIゲーム『シャインポスト』「ゆらゆらシスターズ」楽曲プロデュース　ゆらゆらワンダフルワールド(2022年、作詞・作曲)、絶対王者チョコレート（2025年、作詞・作曲・編曲）

- スマホゲーム「紡ロジック」OP曲「Blooming!」（サックス演奏）

### ステージ演奏
- ジャズトランペット奏者ティル・ブレナー氏と共演
- 東京スカイツリー「ROUND THEATER WIPE UP!」にレギュラー出演
- OTODAMA2017小池徹平氏のバンドメンバーとして出演

### サックス指導
- 舞台「MATSUぼっち」シリーズにて、EXILE MATSU氏へサックス演奏指導
- NHK「AKB48 SHOW!」にて、STU48瀧野由美子氏へサックス演奏指導